# Marcha por la Liberación Queer
La Marcha por la Liberación Queer fue una marcha de protesta LGBT en Manhattan, Estados Unidos, celebrada el 30 de junio de 2019, coincidiendo con el WorldPride de Nueva York, que marcó el 50 aniversario de los disturbios de Stonewall.
Al año siguiente, en solidaridad con el movimiento Black Lives Matter, la misma coalición organizó la Marcha de Liberación Queer por las Vidas Negras y Contra la Brutalidad Policial el domingo 28 de junio de 2020, donde la manifestación no violenta se vio empañada por la acción policial.

## Trasfondo

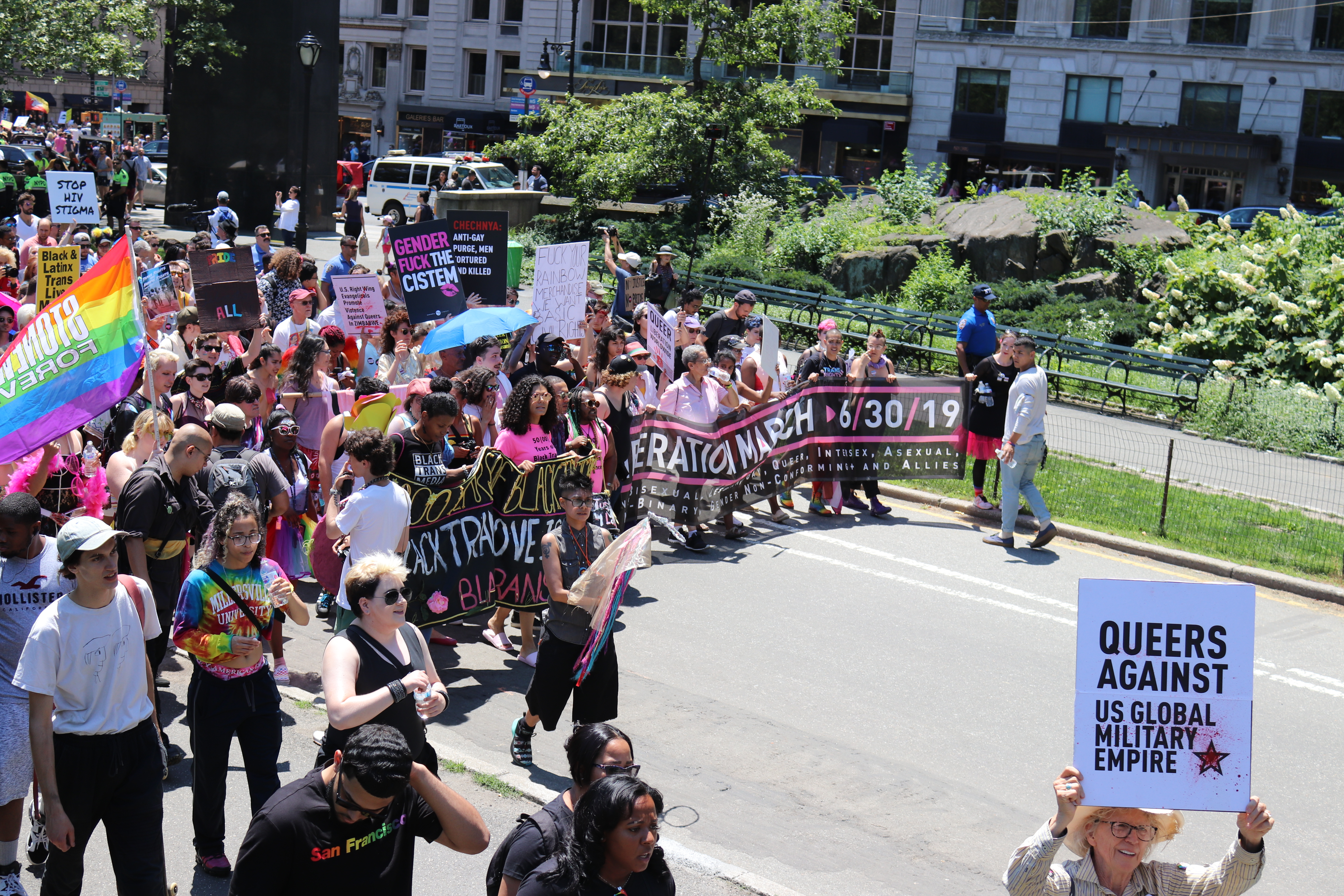
Marcha por la Liberación Queer

Ha habido una gran marcha y un desfile anual en la ciudad de Nueva York desde 1970, producido por la organización sin fines de lucro Heritage of Pride desde 1984. La Marcha de Liberación Queer se creó en protesta por los requisitos de participación y patrocinio centrados en las corporaciones de esa marcha más grande, lo que resultó en un duelo de marchas LGBTQ de Manhattan el mismo día. En 2019, la Marcha de Liberación Queer procedió a la parte alta de la Sexta Avenida en Manhattan, siguiendo el camino de la manifestación original de 1970, que a su vez marcó el primer aniversario de los disturbios de Stonewall y fue organizada por el Christopher Street Liberation Day Committee. La Marcha de Liberación Queer se llevó a cabo en la dirección opuesta a la Marcha del Orgullo de la Ciudad de Nueva York, que recorre el centro de la Quinta Avenida a lo largo de la mayor parte de su ruta.